# كبوترلان (والانجرد)
کبوترلان (بالفارسية: کبوترلان) هي مستوطنة تقع في إيران في قسم والانجرد الريفي. يقدر عدد سكانها بـ 174 نسمة .